# Lancaster (Kansas)
Lancaster è un comune degli Stati Uniti d'America, situato nello Stato del Kansas, nella contea di Atchison.